# Polycentropus alabamensis
Polycentropus alabamensis är en nattsländeart som beskrevs av Hamilton, Harris och Lago 1990. Polycentropus alabamensis ingår i släktet Polycentropus och familjen fångstnätnattsländor. Inga underarter finns listade i Catalogue of Life.